# Veringkanal
Der Veringkanal ist ein etwa 1,6 Kilometer (einschließlich des Äußeren Veringkanals 2,0 km) langer schiffbarer Kanal in Hamburg-Wilhelmsburg. Er wurde 1894 von den Bauunternehmern Carl und Hermann Vering als Privatkanal zur Erschließung des Reiherstiegviertels angelegt und verläuft in Nord-Süd-Richtung. Am Südende ist er über die Veringschleuse und den Äußeren Veringkanal mit dem Reiherstieg, einem Seitenarm der Elbe, verbunden. Ursprünglich bestand auch im Norden eine Verbindung zum Ernst-August-Kanal. Hier fließt der Kanal in die Reiherstieger Wettern.
Beim Bau des Kanals wurden zum Teil ältere Entwässerungsgräben (Wettern) und natürliche Wasserwege wie z. B. die ehemalige Mündung der Stillhorner Elbe einbezogen und zugleich das umliegende Gelände flutsicher aufgehöht. Parallel zum Kanal wurden die Veringstraße im Osten und die Industriestraße im Westen als landseitige Erschließungswege für die neu anzusiedelnden Industriebetriebe angelegt.